# 1924년 전국체육대회 폐막식
1924년 전국체육대회 폐막식은 일제강점기 조선 경기도 경성부에서 개최된 1924년 전국체육대회의 폐막식이다. 1924년 5월 17일, 1924년 6월 15일, 1924년 9월 25일, 1924년 11월 2일에 배재고등보통학교 운동장, 휘문고등보통학교 운동장에서 진행되었다. 1924년 전국체육대회가 각 종목별로 대회가 별도로 개최되었기 때문에 폐막식은 각 종목별로 따로 진행되었다.

## 폐막식

### 야구
1924년 5월 17일에 야구 종목 결승 경기가 끝난 후, 조선체육회 회장인 최란의 식사가 진행되었다. 그 후 각 부문에서 우승한 선수단에게 우승기 수여식이 진행되었다. 이후 각 선수에게 우승 상품을 증정하고 '체육회 만세' 삼창을 외친 후 폐회식이 종료되었다.

### 육상
1924년 6월 15일에 육상 종목 경기가 끝난 후, 18시 50분에 상품 수여식이 진행되었다. 동아일보 사장인 이승훈의 축사가 진행되었고, 조선체육회 회장인 최린의 '조선체육회 만세' 삼창으로 대회가 폐막되었다.

### 정구
1924년 9월 25일 오후에 정구 종목 경기가 끝난 후, 조선체육회 회장인 박창하의 폐회식 식사가 진행되었다. 그 후 각 종목별 우승한 정구단에게 우승기를 수여하고 대회 후원사인 동아일보 회장인 양원모가 축사가 진행되었다. 상품을 수여하고 기념사진을 촬영하며 19시경에 폐막식이 종료되었다.

### 축구
1924년 11월 2일 16시 25분에 축구 남자 청년부 결승 경기가 종료된 후, 휘문고등보통학교 운동장에서 각 종목별 우승한 축구단에 대하여 우승기 수여식이 진행되었다. 청년부에서 우승한 건강운동부 축구단, 중학부에서 우승한 배재고등보통학교 축구단, 소학부에서 우승한 광성보통학교 축구단 선수 약 30여 명이 일렬로 정렬한 후, 조선체육회 회장 박창하의 폐회사와 후원사인 동아일보 측 관계자의 축사가 진행된 후 우승기가 수여되었다. 대회 임원진과 선수들이 기념 사진을 촬영한 후 폐막식이 마무리되었다.

## 참고 문헌
- “대한체육회 국내종합경기대회”. 대한체육회.
- “제5회 전국체육대회”. 대한체육회.
- 《대한체육회 50년》. 대한체육회. 1970. 2020년 11월 8일에 원본 문서에서 보존된 문서. 2022년 11월 5일에 확인함.
- 《대한체육회 70년사》. 대한체육회. 1990. 2020년 11월 8일에 원본 문서에서 보존된 문서. 2022년 11월 5일에 확인함.
- 《대한체육회 90년사》. 대한체육회. 2011. 2020년 11월 8일에 원본 문서에서 보존된 문서. 2022년 11월 5일에 확인함.
- 대한체육회 100주년 기념사업부 (2020). 《대한민국 체육 100년》. 대한체육회.
- 《대한민국 체육 100년 Ⅰ 통사 (민족과 함께 한 대한민국 체육 100년)》. 대한체육회. 2020.
- 《대한민국 체육 100년 Ⅱ 민족의 구심체, 조선체육회 (1920~1945)》. 대한체육회. 2020.
- 《대한민국 체육 100년 Ⅲ 세계를 향한 도전 (1945~1980)》. 대한체육회. 2020.
- 《대한민국 체육 100년 Ⅳ 스포츠로 꽃피운 대한민국 (1981~2000)》. 대한체육회. 2020.
- 《대한민국 체육 100년 Ⅴ 스포츠강국을 넘어 선진국으로(2001~2020)》. 대한체육회. 2020.

## 같이 보기
- 1924년 전국체육대회
- 1924년 전국체육대회 개막식